# Droga krajowa B31 (Niemcy)
Droga krajowa 31 (niem. Bundesstraße 31, B 31) – niemiecka droga krajowa przebiegająca  na osi wschód zachód od granicy z Francją koło Breisach am Rhein do skrzyżowania z autostradą A96 na węźle Sigmarszell koło Lindau (Bodensee) w Bawarii.
Droga krajowa 31a (niem. Bundesstraße 31a, B 31a) przebiega w całości po terenie miasta Fryburg Bryzgowijski i stanowi przedłużenie drogi B31 przez centrum miasta do autostrady A5 na węźle Freiburg-Mitte. Droga ma ok. 6 km długości.

## Trasy europejskie
Droga pomiędzy węzłem Engen na autostradzie A81 a węzłem Sigmarszell na autostradzie A96 jest częścią trasy europejskiej E54 (ok. 68 km).

## Miejscowości leżące przy B31
Breisach am Rhein, Oberrimsingen, Munzingen, Fryburg Bryzgowijski, Kirchzarten, Buchenbach, Falkensteig, Hinterzarten, Titisee, Neustadt, Friedenweiler, Rötenbach, Löffingen, Unadingen, Döggingen, Hüfingen, Geisingen, Aach, Eigeltingen, Nenzingen, Stockach, Ludwigshafen am Rhein, Sipplingen, Überlingen, Oberuhldingen, Meersburg, Hangau am Bodensee, Immenstaad am Bodensee, Friedrichshafen, Eriskirch, Kressbronn am Bodensee, Lindau (Bodensee).